# Settequerce (przystanek kolejowy)
Settequerce (wł. Stazione di Settequerce, niem: Bahnhof Siebeneich) – przystanek kolejowy w Siebeneich (wł. Settequerce), w gminie Terlan, w prowincji Bolzano, w niemieckojęzycznym regionie Trydent-Górna Adyga, we Włoszech. Znajduje się na linii Bolzano – Merano.
Według klasyfikacji RFI ma kategorię brązową.